# Kambiwa neotropica
Kambiwa neotropica är en spindelart som först beskrevs av Kraus 1957.  Kambiwa neotropica ingår i släktet Kambiwa och familjen dallerspindlar. Inga underarter finns listade i Catalogue of Life.